# Carrem Gay
Pour les personnes de même nom de famille, voir Gay.
Carrem Gay, née le 5 juin 1987 à New York, est une joueuse américaine de basket-ball, évoluant au poste d'ailière forte.

## Biographie
En 2010-2011, elle arrive à Aix après la blessure de Lauren Neaves. La saison suivante, elle reste en France avec Toulouse en Ligue 2, qui la reconduit après la remontée obtenue pour la LFB.
Après une saison réussie (9,8 points, 5,4 rebonds et 1,5 interception pour 10,9 d’évaluation) et le maintien de l'équipe en LFB, elle quitte le club pour reprendre ses études. 

## Club
- 2005-2009 :  Blue Devils de Duke (NCAA)
- 2009-2010 :  Maccabi Ramat Hen
- 2009-2010 :  Sierre
- 2010-2011 :  Aix-en-Provence (LFB)
- 2011-2012 :  Toulouse Métropole Basket (Ligue 2)
- 2012-2013 :  Toulouse Métropole Basket (LFB)

## Palmarès
- Championne de Suisse en 2010
- Vainqueur de la Coupe de Suisse en 2010